# À contre-sens : Londres
Pour les articles homonymes, voir À contre sens.
Série
À contre-sens 2 : Londres
(2026)
Pour plus de détails, voir Fiche technique et Distribution.
À contre-sens : Londres (My Fault: London) est un film romantique britannique réalisé par Dani Girdwood et Charlotte Fassler et sorti en 2025.
Le film est un remake du film espagnol À contre-sens, adapté du roman Culpa Mía écrit par Mercedes Ron et publié en 2017, phénomène littéraire sur la plateforme Wattpad.
Le 7 mai 2025, deux suites sont annoncées, respectivement : À contre-sens 2 : Londres et À contre-sens 3 : Londres.

## Synopsis
Noah, 18 ans, quitte l'Amérique pour s'installer à Londres avec sa mère qui vient de tomber amoureuse de William, un riche homme d'affaires britannique. Noah rencontre le fils de William, le rebelle Nick, et découvre qu'il existe entre eux une attirance indéniable. Noah passe l'été à s'adapter à sa nouvelle vie, mais son lourd passé va la rattraper au cœur de cette première idylle.

## Fiche technique
Sauf indication contraire, les informations mentionnées dans cette section peuvent être confirmées par la base de données cinématographiques IMDb,  présente dans la section « Liens externes ».
- Titre original : Culpa Mía
- Titre français : À contre-sens : Londres
- Titre anglais : My Fault: London
- Réalisation : Charlotte Fassler et Dani Girdwood
- Scénario : Melissa Osborne, d'après le roman de Mercedes Ron
- Musique : James Jacob
- Direction artistique : Stephen Dobric, Cat Gold et Gary Jopling
- Décors : Fred Cassavetti, Antonia Gibbs et Roxanne Rousseaux
- Costumes : Charlie Jones
- Photographie : Ed Moore
- Montage : Robert Frost
- Production : Andrew Chapman, Ben Pugh et Erica Steinberg
- Production déléguée : Carolina Bang (en), Christelle Conan, Álex de la Iglesia, Lisa Ellzey, Kari Hatfield, Domingo J. González, Darragh Matthews et Peter Touche
- Sociétés de production : Ingenious Film Partners et Amazon Studios
- Sociétés de distribution : Prime Video
- Pays de production :  Royaume-Uni
- Langue originale : anglais
- Format : couleur
- Genre : drame, romance
- Durée : 119 minutes
- Date de sortie : 13 février 2025 (Monde)

## Distribution
- Asha Banks (VF : Milena Hernandez ; VQ : Estelle Fournier) : Noah Morgan
- Matthew Broome (VF : Loïs Vial ; VQ : Xiao Yi Hernan) : Nicholas « Nick » Leister
- Eve Macklin (VF : Amandine Longeac ; VQ : Julie Beauchemin) : Ella Morgan
- Ray Fearon (VF : Julien Rampon-Lamard ; VQ : Gilbert Lachance) : William Leister
- Enva Lewis (VF : Amélia Ewu ; VQ : Florence Blain Mbaye) : Jenna
- Kerim Hassan (VF : Sébastien Mortamet ; VQ : Frédéric Millaire Zouvi) : Lion
- Sam Buchanan (en) (VF : Michaël Maïno ; VQ : Marc-André Brunet) : Ronnie Burns
- Amelia Kenworthy : Anna
- Christina Cole (VF : Sarah Cornibert) : Bethan
- Jason Flemyng (VF : Julien Dutel) : Travis MacKay
- Harry Gilby (VF : Clément Lefebvre ; VQ : Philippe Vanasse-Paquet) : Dan
- Tommy Belshaw (VF : Fabien Albanese) : Giles
- George Robinson (en) : JP
- Sekou Diaby : Zach
- Seosaimhin Hennelly : Maddie
- Tallulah Evans : Haley

 Source et légende : version française (VF) sur RS Doublage

## Production
En mai 2024, James Farrell, le vice-président de la société Amazon Studios, annonce préparer un remake britannique du film espagnol À contre-sens. La session casting du projet s'est ouverte en septembre 2023. Peu après l'annonce de James Farrell, Asha Banks, Matthew Broome, Ray Fearon, Enva Lewis, Sam Buchanan et Amelia Kenworthy sont annoncés au casting.

### Tournage
Le tournage a débuté en janvier 2024 à Tenerife, en Espagne, durant deux semaines. Il s'est ensuite poursuivi durant sept semaines dans plusieurs quartiers de Londres : Mill Hill, Mayfair, Dalston, Stratford ou encore Southwark, ainsi que dans plusieurs lieux cultes tels que le Barbican Centre, le circuit de Brands Hatch et l'Albert Bridge.

### Musique
1. LDN – Lily Allen
2. Bourgeoisieses – Conan Gray
3. Torch – Little Simz
4. Von Dutch – Charli XCX
5. Jungle Kitty – SNBRN
6. Oh No – Biig Piig
7. Drive – Gretel
8. Down On The Beat – Ren
9. Aight Boom – Y U QT feat. Scrufizzer
10. Keep It Rolling – Capo Lee & Bullet Tooth
11. Vroom Vroom – Charli XCX
12. Bruise – Between Friends
13. Beggin for Thread – BANKS
14. Piece of Me – Britney Spears
15. Overjoyed – Dutch Actors
16. Better Off (Alone, Pt. III) – Alan Walker, Dash Berlin & Vikkstar123
17. Rush (feat. PinkPantheress & Hwang Hyun-jin) – Troye Sivan
18. BOYS – flowerovlove
19. We Stayed Up All Night – Tourist
20. Teeth – Mallrat
21. Dive – Olivia Dean
22. Dive – Holly Humberstone
23. Feel The Rush – Asha Banks